# Oesje!
Oesje! is een Vlaamse komische film uit 1997 rond het personage Kamiel Spiessens van Chris Van den Durpel. De film gaat over een Vlaamse boer, Kamiel Spiessens, die er alles aan doet om zijn grond te verdedigen tegen een Nederlandse zakenman. Die man wil op de grond een pretpark neerzetten.
Oesje! is met 700.000 bezoekers de tiende film op de meest bekeken Belgische film aller tijden in de bioscoopzalen. In 1998 won Oesje! de Box Office Plateauprijs 1997.
Het Vlaams-Brabantse dorp Oetingen figureerde als het fictieve dorp Klapsteke in de film.

## Rolverdeling
| Acteur                | Personage        | Rolbeschrijving                    |
| --------------------- | ---------------- | ---------------------------------- |
| Chris Van den Durpel  | Kamiel Spiessens | Boer                               |
| Geena Lisa            | Andrea           | Zangeres, vertegenwoordigster MEGA |
| Jaak Van Assche       | Basiel           | Postbode                           |
| Gert Jan Dröge        | John Karsten     | Directeur MEGA                     |
| François Beukelaers   | Raymond Stasse   | Burgemeester                       |
| Greta Van Langendonck | Mariette         | Poetsvrouw, vrouw van Basiel       |
| Camilia Blereau       | Julienne         | Bakkerin                           |
| Veerle Dobbelaere     | Jeannine         | Cafébazin                          |
| Ron Cornet            | Willy            | Slager                             |
| Tuur De Weert         |                  | Politieman                         |
| Alice Toen            |                  | Dorpsbewoonster                    |
| Rudy Morren           |                  | Dorpsbewoner (Containerpark)       |
| Ludo Hoogmartens      | Fred             |                                    |
| Daan Hugaert          |                  | Veilingmeester                     |